# برنارد مولینوکس
برنارد مولینوکس (انگلیسی: Bernard Molyneux؛ زادهٔ ۱۷ سپتامبر ۱۹۳۳) بازیکن فوتبال اهل بریتانیا است.
از باشگاه‌هایی که در آن بازی کرده‌است می‌توان به باشگاه فوتبال اورتون و باشگاه فوتبال ترانمره راورز اشاره کرد.